# Cameroceras
A Cameroceras a fejlábúak (Cephalopoda) osztályának csigaházas polipok (Nautiloidea) alosztályába, ezen belül a fosszilis Endocerida rendjébe és az Endoceratoidae családjába tartozó nem.

## Leírásuk

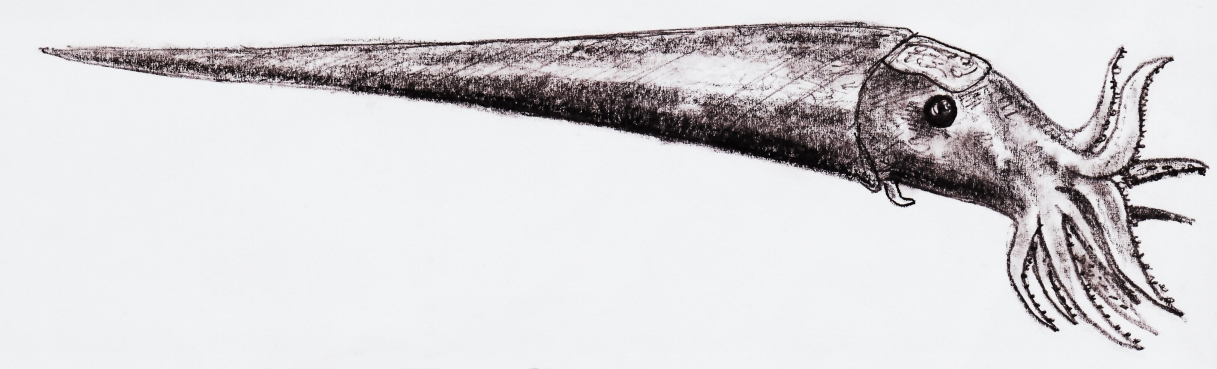
Rajz a Cameroceras-ról

A Cameroceras-fajok 470-440 millió évvel éltek ezelőtt, a késő ordovíciumban és a korai szilur korban. E fejlábúak, koruknak a csúcsragadozói voltak.
A Camerocerasok teste egy hosszú, 6–9 méteres kúp alakú héjban ült. Nem volt úszójuk és farkuk. Párhuzamosan a csigaházzal, egy mozgékony, húsos cső helyezkedett el. Az állatok úgy változtatták a helyüket, hogy vizet préseltek ki. A vizet mindig a célpont ellenkező irányába pumpálták. Függőlegesen csak úgy voltak képesek megmaradni, ha a házukban levő kamrákat időnként kisebb-nagyobb adag vízzel töltötték meg. A csigaházból csak a fejük látszott ki. Ezeken helyezkedett el a szemük, a csőrszerű szájuk és a méteres karjaik.
A Camerocerasok halakkal és ízeltlábúakkal, például az eurypteridákkal táplálkoztak. Karjaikkal megfogták és csőrszerű szájukkal széttépték a zsákmányaikat.

## Rendszerezés
A nembe az alábbi 7 faj tartozik:
- Cameroceras alternatum
- Cameroceras hennepini
- Cameroceras inaequabile
- Cameroceras inopinatum
- Cameroceras motsognir[3]
- Cameroceras stillwaterense
- Cameroceras trentonese